# Ателия (Древняя Греция)
Ате́лия (др.-греч. ἀτέλεια; альфа привативум + τέλος — налог) — в Древней Греции освобождение от налогов и повинностей.

## Граждане и метэки
Ателия могла быть полной (др.-греч. ἀτέλεια ἁπάντων) или ограниченной, когда освобождали только от некоторых повинностей, например, от литургий, отдельных пошлин и податей или от военной службы (др.-греч. ἀτέλεια στρατείας), от которой были освобождены, например, члены буле и архонты в Афинах во время исполнения ими полномочий. При полной ателии освобождали граждан от пошлин, литургий, но не от триерархии; метэков освобождали иногда от уплаты подушной подати (др.-греч. μετοίκιον), а иногда и от имущественной подати (др.-греч. εἰσφορά), от которой ни один гражданин не мог быть освобождён. Ателию могли получить не только сами граждане, но и их потомки, как это было в случае с потомками тираноубийц Гармодия и Аристогитона.

## Иностранцы
От повинностей могли быть освобождены и иностранцы. Так, в Афинах пользовался этой привилегией боспорский царь Левкон I в награду за ателию, дарованную им афинским хлебным торговцам. Согласно Геродоту, лидийский царь Крёз получил ателию и другие привилегии в Дельфах за подарок в два золотых статера каждому гражданину, а декелейцы — ателию в Спарте якобы за помощь Тиндаридам в поисках похищенной Тесеем Елены.

### Первичные источники
- Демосфен. XX. Против Лептина об ателии

### Вторичные источники
- Ἀτέλεια // Реальный словарь классических древностей / авт.-сост. Ф. Любкер ; Под редакцией членов Общества классической филологии и педагогики Ф. Гельбке, Л. Георгиевского, Ф. Зелинского, В. Канского, М. Куторги и П. Никитина. — СПб., 1885.
- Ателия (Древняя Греция) (англ.). — в Smith's Dictionary of Greek and Roman Antiquities.